# روكوكو
يمثل الرسم الركوكي، أو الركوكو، تعبير رسم يخص حركة جمالية ازدهرت في أوروبا بين أوائل القرن الثامن عشر وأواخره، وهاجرت إلى أمريكا واستمرت في بعض المناطق حتى منتصف القرن التاسع عشر. ينقسم الرسم في هذه الحركة إلى معسكرين مختلفين اختلافًا صارخًا. أحدهما يشكل توثيقًا بصريًا وديًا مريحًا لطريقة الحياة والنظرة العالمية للنخبة الأوربية في القرن الثامن عشر، والآخر، يطوّع عناصر أصيلة من أسلوب الزخرفة النصبية للكنائس والقصور، ليلعب دور وسيلة لتمجيد الإيمان والقوة المدنية.
وُلد الركوكو في باريس في العقد الأول من القرن الثامن عشر تقريبًا، باعتباره رد فعل من الطبقة الأرستقراطية الفرنسية ضد الباروكية المترفة والبلاطية والجادة التي مورست في عهد لويس الرابع عشر ملك فرنسا. اتسم قبل كل شيء باعتناقه مذهب اللذة وشخصيته الأرستقراطية، ما تجلى في الرقة والأناقة والشهوانية والبهاء، وفي تفضيل الموضوعات الخفيفة والعاطفية، حيث لعب الخط المنحني والألوان الفاتحة وعدم التناسق دورًا رئيسًا في تركيبة العمل. من فرنسا، حيث اتخذ ميزته النموذجية وحيث جرى الاعتراف به لاحقًا على أنه إرث قومي، انتشر الركوكو في جميع أرجاء أوروبا، لكنه غير غاياته تغييرًا كبيرًا ولم يحافظ إلا على نموذجه الفرنسي، وأُقيمت مراكز تثقيف مهمة في ألمانيا وإنجلترا والنمسا وإيطاليا، وبعض التمثيل في أماكن أخرى، كشبه الجزيرة الإيبيرية، والبلدان السلافية والشمالية، بل حتى بلغت الأمريكتين.
على الرغم من قيمته باعتباره عملًا فنيًا مستقلًا، غالبًا ما كان يُنظر إلى رسم الركوكو على أنه جزء لا يتجزأ من المفهوم الشامل للديكور الداخلي. بدأ يتعرض للانتقاد منذ منتصف القرن الثامن عشر، مع صعود التنوير، والمثل الكلاسيكية والبرجوازية، وظل موجودًا حتى الثورة الفرنسية، وقتما ساءت سمعتها، واتُهمت بأنها سطحية وتافهة وغير أخلاقية وزخرفية بحتة. منذ ثلاثينيات القرن التاسع عشر، اعتُرف به ثانية على أنه شهادة هامة لمرحلة معينة من الحضارة الأوروبية ونمط حياة طبقة اجتماعية معينة، وعلى أنه أحد الأصول القيمة لمزاياها الفنية الفريدة، حيث ًاثيرت أسئلة حول الجماليات والتي من شأنها أن تزدهر لاحقًا وتصبح محورية في الفن الحديث.

## أصول الأسلوب وسماته
تطور الركوكو من حرية الفكر النامية التي وُلدت في فرنسا في القرن الثامن عشر. فتحت وفاة لويس الرابع عشر في 1715 مساحة لمَمْرَنة الثقافة الفرنسية، التي كانت حتى ذاك الوقت رسمية جدًا وتهيمن عليها تمثيلات تهدف فوق كل شيء إلى مديح الملك وسطلته وتظهر نفسها بطريقة مفخّمة ومبهرجة. مكّن اختفاء تشخيص الاستبدادية النبلاء من استعادة بعض السلطة والنفوذ التي كانت مركزة على شخص الحاكم، وأُفرغت المحكمة في قصر فرساي، وانتقل العديد من النبلاء إلى عزباتهم في الريف، بينما انتقل آخرون إلى قصور في باريس، والتي صارت مركز «الصالون الثقافي»، والتجمعات الاجتماعية المتطورة والمتألقة المتسمة باتباعها مذهب اللذة والتي جرت وسط نقاشات أدبية وفنية. جعل هذا التوكيل طبقة النبلاء آنذاك الراعي الرئيس للفنانين في تلك الفترة.
في هذه الصالونات، شُكلت جمالية الركوكو، التي أزاحت الرسم التاريخي من مركز الاهتمام، ما كان قبلًا أرقى الأنواع الفنية، والذي استحضر شعورًا ذكوريًا نموذجيًا أخلاقيًا مدنيًا بطوليًا، ووضعت محله رسم المشاهد المحلية والريفية، أو الرموز اللطيفة المستوحاة من الأساطير الكلاسيكية، حيث يحدد الكثيرون انتشار الكون الأنثوي. بهذا المعنى، كان الدور الذي لعبته النساء في المجتمع في هذه المرحلة موضوعيًا للغاية، إذ تملكن قوة في السياسة في جميع أرجاء أوروبا وأثبتن أنهن راعيات كريمات للفن ومُشكلي الذائقة، كحال السيدات الملكيات مدام دي بومبادور ومدام دو باري، والإمراطورتين كاثرين الثانية وماريا تيريزا النمساوية، ونظمت عدة صالونات مهمة، كمدام غوفرين ومدام ديبيناي ومدام دي ليسبيناس، وغيرهن. لكن في العديد من النواحي، يُعد الركوكو مجرد استمرار، وفي الحقيقة تتويجًا، للقيم الباروكية: الميل إلى الرائع، وإلى الحركة واللاتناسق، والإشارة المتكررة إلى الأساطير اليونانية الرومانية، والميل العاطفي والادعاء الفخور، والتقليدية، بمعنى أن تحكمها معايير محددة مسبقًا ومقبولة اجتماعيًا. كما توضح لوحة الركوكو، في نسختها الأولى، الانقسام الاجتماعي الذي أدى إلى الثورة الفرنسية، وتمثل آخر معتقل رمزي لمقاومة النخبة البعيدة عن مشاكل ومصالح عامة الناس، والتي هُددت تهديدًا متزايدًا بصعود الطبقة الوسطى المتعلمة وبدئها السيطرة على الاقتصاد وحتى على قطاعات مهمة من سوق الفن والثقافة عمومًا. بهذا، حددت الظهور المتوازي لتيار أسلوبي أكثر واقعية وتقشفًا، كانت موضوعاته برجوازية وشعبية، مثله الفنانان جان بابتسيت غروز وجان بابتسيت شاردان، والذي تجاهله فعليًا كون الركوكو، بوجود استثناءات قليلة، لكنها صارت في النهاية إحدى القوى التي أدت إلى انهيارها في نهاية القرن الثامن عشر.
في فترة بدأت تتلاشى فيها التقاليد القديمة، مثلت لوحة الركوكو معارضة المذهب الأكاديمي، الذي حاول، حتى خلال العصر الباروكي العالي وخاصة في فرنسا، فرض نموذج فني كلاسيكي باعتباره مبدًا خالدًا وصالحًا عالميًا، والذي وُضعت سلطته فوق التشكيك، تمامًا كما أثبتت النظرية السياسية للحكم المطلق. في هذه الموجة من الليبرالية والنسبية، بدأ يُنظر إلى الفن على أنه مجرد شيء آخر بين أشياء عديدة خضعت لتقلبات الموضة والعصور، وهي وجهة نظر لم يكن ممكنًا تصورها حتى وقت قريب. ونتيجة لذلك، مالت أهواء هذه الفترة نحو الإنسان والعاطفية، ولم يتوجه الإنتاج ناحية الأبطال أو أنصاف الآلهة، بل ناحية الناس العاديين، بنقاط ضعفهم، والذين يسعون وراء المتعة. هُجر تمثيل القوة والعظمة، وسعى جمهور رسم الركوكو إلى أن يرى فيه الجمال والحب والبهاء المستريح والآسر، مستبعدين كل البلاغة والدراما. لهذا، كان التقليد الكلاسيكي ما يزال ساريًا، من خلال منح إلهام الفنانين مجموعة من الموضوعات الجذابة والملائمة للعقلية المثقفة متبعة اللذة لدى النخبة، الذين رفضوا كل التقشف وأعادوا تفسير الماضي الكلاسيكي في ضوء المثالية والأركاديا الريفية، من خيال العصر الذهبي حيث حُددت الطبيعة والحضارة والشهوانية والذكاء والجمال والروحانية بتناغم. لم يكن هذا الموضوع ولا هذا التفسير جديدين في الواقع، فقد وُجدوا منذ الإمبراطورية الرومانية وظلوا حاضرين في الثقافة الغربية تقريبًا دون انقطاع منذ نشأتهم، سواء بصفة عمل رومانسي بسيط أو حيلة شعرية

## أصل المصطلح
استُخدمت كلمة روكوكو لأول مرة تغييرًا فكاهيًا لكلمة روكاي. رمزت كلمة روكاي في الأصل إلى أسلوب في التزيين يستخدم الحصى والصدف والإسمنت، غالبًا ما اتُبع في تزيين الكهوف والنافورات منذ عصر النهضة. أصبحت كلمة روكاي مصطلحًا لنوع من الرسوم التزيينية، أو لعناصر الزينة التي ظهرت في أواخر أسلوب لويس الرابع عشر على شكل صدفة بحرية تتشابك مع أوراق الأقنثا. نشر المصمم والجواهري جان موندون الكتاب الأول لشكل روكاي وكارتل، وهو عبارة عن مجموعة من التصاميم لزخارف الأثاث والديكور الداخلي. تضمنت هذه المجموعة الظهور الأول لمصطلح «روكاي» لتصنيف النمط. جُمع بين الرسم التزييني الصدفي المحفور أو المصبوب، وسعف النخيل أو العروق الملتوية، لتزيين كل من المداخل، والأثاث، والألواح الجدارية، وغيرها من العناصر المعمارية.
استُخدم مصطلح روكوكو لأول مرة في طبعة عام 1825 لوصف الزخرفة التي تميزت بكونها «قديمة الطراز». استُخدم لأول مرة في عام 1828 للزخرفة «التي تنتمي إلى أسلوب القرن الثامن عشر والحاوية على كثير من الزخارف الملتوية». وصف المؤلف ستندال الروكوكو في عام 1829 بأنه «أسلوب الروكاي المتبع في القرن الثامن عشر».
استُخدم المصطلح لوصف العمارة أو الموسيقى المزخرفة بشكل مفرط في القرن التاسع عشر. اعتمد مؤرخو الفن المصطلح منذ منتصف القرن التاسع عشر، في حين لا يزال هناك بعض الجدل حول الأهمية التاريخية لهذا الأسلوب. تُعتبر الروكوكو الآن فترة مميزة في تطور الفن الأوروبي.

## الاختلافات بين الباروك والروكوكو
في ما يلي الخصائص التي نجدها في أسلوب الروكوكو، بينما لا نجدها في الباروك:
- التخلي الجزئي عن التناظر، يتكون من خطوط ومنحنيات رشيقة على غرار الفن الجديد.
- الكم الهائل من المنحنيات غير المتناظرة والحليات الحلزونية التي تأخذ شكل حرف C بالإنجليزية.
- الاستخدام الكبير للزهور في الزخارف، كمثال على ذلك: الأكاليل المصنوعة من الزهور.
- الرسوم الزخرفية الصينية واليابانية.
- ألوان الباستيل الدافئة (الأبيض، والأصفر، واللون القشدي، والرمادي اللؤلؤي، والدرجات الفاتحة جدًا من اللون الأزرق).[13]

## فرنسا

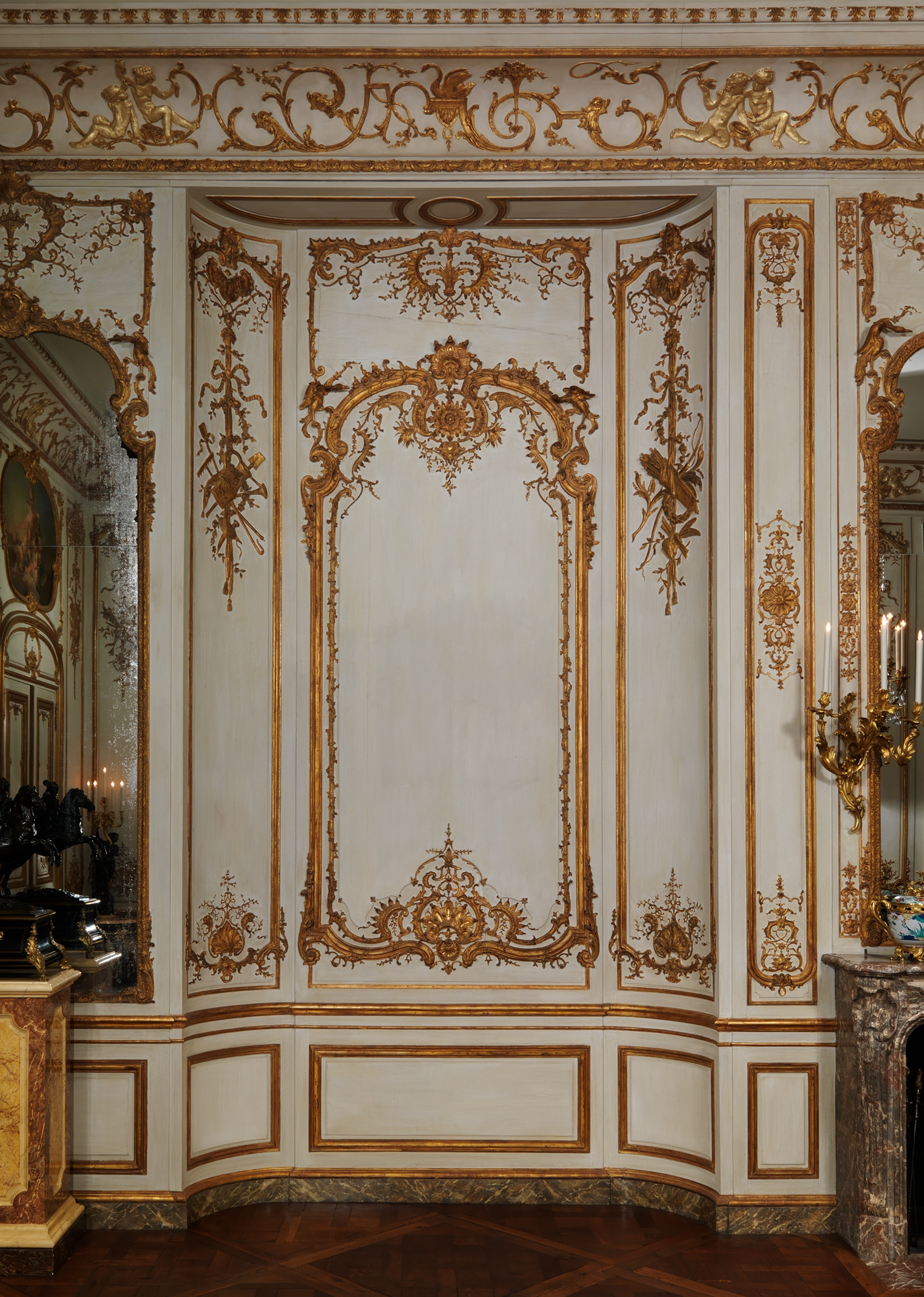
لوحة خشبية من فندق فارينجفيل، باريس. الأبعاد: ارتفاع 18 قدمًا و3-3/4 بوصة (5.58 مترًا)، عرض 23 قدمًا و2-1/2 بوصة (7.07 مترًا)، طول 40 قدمًا و6-1/2 بوصة (12.36 مترًا). التاريخ: حوالي 1736-1752

ظهر أسلوب روكاي، أو الروكوكو الفرنسي، في باريس في عهد لويس الخامس عشر، وازدهر بين عامي 1723 و1759. استُخدم هذا الأسلوب خصوصًا في الصالونات، وهو أسلوب جديد لتصميم الغرفة، يهدف إلى إبهار الضيوف والترفيه عنهم. كان أبرز الأمثلة على هذا الأسلوب صالون الأميرة في فندق سوبيس في باريس، الذي صممه جيرماين بوفراند وشارل جوزيف ناتوار (1735- 1740). تضمنت سمات الروكوكو الفرنسي براعة فنية استثنائية لاسيما في أطر اللوحات والمرايا معقدة التصميم التي نُحتت في الجص وكانت مذهبة في الغالب، إلى جانب استخدام الأشكال النباتية (العروق، وأوراق الشجر، والأزهار) التي تتشابك في تصاميم معقدة. يتميز الأثاث أيضًا بمنحنيات متعرجة وتصميمات نباتية. يعد جوست أوريل ميسونير، وتشارلز كريسنت، ونيكولا بينو، من أبرز مصممي الأثاث والحرفيين الذين اتبعوا أسلوب الروكوكو.
استمر أسلوب الروكاي في فرنسا حتى منتصف القرن الثامن عشر، وعلى الرغم من أنه أصبح أكثر انحناءً ونباتية، لكنه لم يحقق الوفرة المفرطة من الروكوكو التي استُخدمت في بافاريا، والنمسا، وإيطاليا. تحولت اكتشافات الآثار الرومانية، التي بدأت في عام 1738 في هركولانيوم وخاصة في بومبي عام 1748، إلى العمارة الفرنسية باتجاه الكلاسيكية الجديدة الأكثر تناظرًا والأقل زخرفة.

## إيطاليا
اتبع الفنانون في إيطاليا وخاصة في البندقية أسلوب الروكوكو. قلدت القوافل الفينيسية الخطوط المنحنية والزخارف المنحوتة للروكاي الفرنسي، مع تباين فينيسي معين، إذ رُسمت المناظر الطبيعية، أو الأزهار، أو مشاهد من لوحات غاردي وغيره من الفنانين، أو الزخارف الصينية على خلفية زرقاء أو خضراء، ومطابقة لألوان مدرسة الفنانين في البندقية الذين زينت أعمالهم الصالونات. من بين أبرز الرسامين جيوفاني باتيستا تيبولو الذي رسم أسقف وجداريات في كل من الكنائس والقصور، وجيوفاني باتيستا كروساتو الذي رسم سقف قاعة الرقص في كا ريزونيكو بأسلوب التربيع، مع إعطاء وهم ثلاثي الأبعاد. سافر تيبولو إلى ألمانيا مع ابنه خلال الفترة بين عامي 1752 و1754 لتزيين أسقف إقامة فورتسبورن، أحد المعالم الرئيسية للروكوكو البافارية. رسم الرسام الفينيسي الشهير جيوفاني باتيستا بيازيتا عدة أسقف كنائسية بارزة.
تميز أسلوب الروكاي الفينيسي بأوانٍ زجاجية استثنائية خاصة زجاج مورانو، الذي كان منقوشًا وملونًا في أغلب الأحيان، وصُدّر عبر أوروبا. تضمنت الأعمال ثريات متعددة الألوان، ومرايا بإطارات تحمل الكثير من الزخرفة.

## جنوب ألمانيا

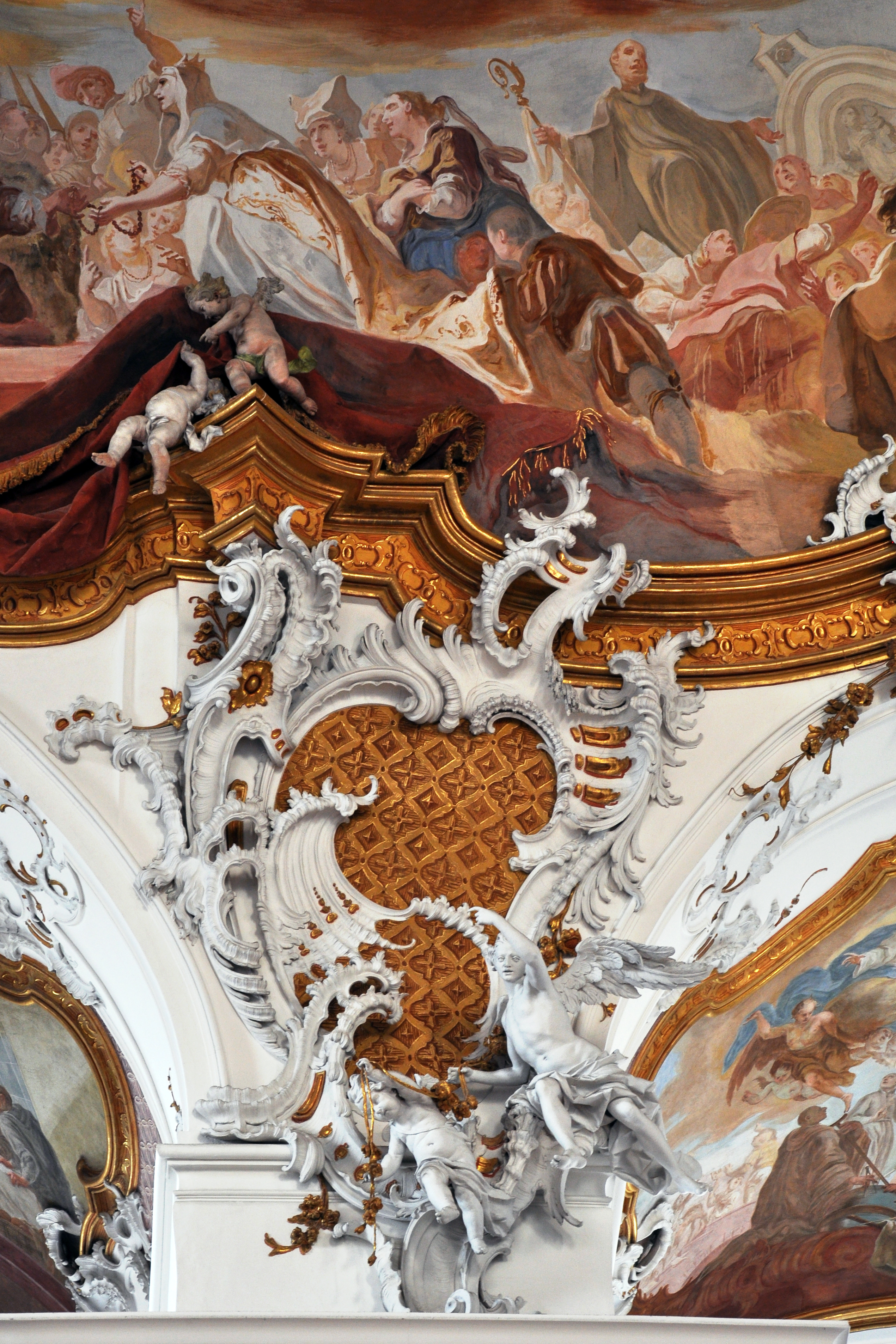
نحت روكوكو، زخارف جصية وتصوير جصي في تسفايفالتن بجنوب ألمانيا

بلغ أسلوب روكوكو الزخرفي قمة ازدهاره في جنوب ألمانيا ووسط أوروبا منذ ثلاثينيات القرن الثامن عشر وحتى سبعينياته. قُدم لأول مرة في فرنسا من خلال منشورات وأعمال المهندسين المعماريين والمصممين الفرنسيين، بمن فيهم النحات كلود الثالث أودران، والمصمم الداخلي جيل- ماري أوبنوردت، والمهندس المعماري جيرمان بوفران، والنحات جان موندون، والرسام والنقاش بيير ليبوتر. امتلك عملهم تأثيرًا مهمًا على أسلوب الروكوكو الألماني.
تبنى مهندسو العمارة الألمانيون أسلوب الروكوكو، لكنهم جعلوه غير متناظر، وضمنوه زخارف منمقة أكثر من تلك التي احتواها الأصل الفرنسي. تميز الأسلوب الألماني بانفجار الأشكال التي توالت لأسفل الجدران، والزخارف التي تأخذ شكل المنحنيات والمنحنيات المعاكسة، وأنماط الالتواء، والالتفاف، والأسقف والجدران التي لا تحوي زوايا قائمة، وأوراق الشجر الجصية التي تبدو أنها تزحف على الجدران والسقف. كانت الزخرفة مذهّبة أو فضية في كثير من الأحيان لإعطائها تباينًا مع جدران الباستيل باللون الأبيض أو الباهت.
كان المهندس المعماري والمصمم البلجيكي فرانسوا دي كوفيلييس من أوائل الذين أنشأوا مبنى روكوكو في ألمانيا، مع جناح أمالينبورغ في ميونيخ (1734- 1739)، المستوحى من أجنحة تريانون ومارلي في فرنسا. بُني ليكون كوخًا للصيد مع منصة على السطح لإطلاق النار على طيور التدرج. تتميز قاعة المرايا التي صممها الرسام والنحات يوهان المعمدان زيمرمان بأنها أكثر وفرة من أي نمط روكوكو فرنسي.
من الأمثلة البارزة على الروكوكو الألمانية المبكرة، إقامة فورتسبورغ (1737- 1744) التي شيدها يوهان بالتازار نويمان لصالح الأمير الأسقف في فورتسبورغ. كان نيومان قد سافر إلى باريس وتشاور مع كل من فناني زخرفة الروكاي الفرنسي جيرماين بوفراند وروبرت دي كوت. على الرغم من أن اتباع القسم الخارجي للمبنى أسلوبًا باروكيًا أكثر رصانة، لكن المساحة الداخلية وخاصة السلالم والأسقف كانت ذات نمط أخف وأكثر زخرفة. استدعى الأمير الأسقف رسام الروكوكو الإيطالي جيوفاني باتيستا تيبولو بين عامي 1750 و1753 لإنشاء لوحة جدارية على الجزء العلوي من السلم الاحتفالي المكون من ثلاثة مستويات. وصف نيومان الجزء الداخلي من الإقامة بأنها «مسرح الإضاءة». شكل الدرج العنصر المركزي في إقامة بناها نيومان في قصر أوغسطبورغ في برول (1743- 1748). قاد الدرج الزائرين إلى الأعلى، بين خيال مصنوع من الجص يتضمن اللوحات، والنقوش، والأعمال الحديدية، والزخارف التي عرضت مناظر مذهلة مع كل منعطف.
شُيد عدد من كنائس الحج البارزة في بافاريا خلال أربعينيات القرن الثامن عشر وخمسينياته، تضمنت زخارف داخلية متنوعة ومختلفة من أسلوب الروكوكو. تعدّ كنيسة الحج في ويز (1745- 1754) أحد أبرز الأمثلة على ذلك، إذ صممها دومينيكوس زيمرمان. كان الجزء الخارجي بسيطًا للغاية مثل معظم كنائس الحج البافارية مع جدران الباستيل والقليل من الزخارف. يواجه الزائر عند دخوله الكنيسة مسرحًا للحركة والضوء. يتميز التصميم برواق الجزء الداخلي من المعبد بيضوي الشكل الذي يملأ الكنيسة بالضوء من كل جانب. تتناقض الجدران البيضاء مع أعمدة من الجص باللونين الأزرق والوردي في المساحة المغلقة أمام المحراب، والسقف المقبب المحاط بملائكة من الجص أسفل القبة التي تمثل السماوات المزدحمة بأشكال توراتية ملونة. تشمل كنائس الحج البارزة الأخرى كنيسة المساعدون القدامى الأربعة عشر التي صممها بالتازار نويمان (1743- 1772).

## عوامل ظهور طراز فن الروكوكو
- نظرا أن أوروبا كانت تعيش في حالة من الرخاء، فانتشرت مظاهر الرفاهية.
- اتساع مجال الحياة الاجتماعية.
- بدأ انتشار هذا الطرازفى عام 1715 حيث فضل الأمراء والنبلاء الإقامة في باريس بدلاً من العودة إلى قصورهم العظيمة في الريف، فشيدوا منازل عرفت باسم «لوكاندة» مثل لوكاندة سوبيز وماتينيون، وبدلاً من الاهتمام بالوجهات الأرستقراطية التي نشرها ليبران، اهتم النبلاء بزخرفة منازلهم من الداخل. واِبتكر المهندسون زخارف استمدوا زخارفها من شكل الصدفة وقد عم هذا الطراز في ميادين التصوير والنحت وفي الاثاث وما شاكله.
- وبدأ الفن في أن يلعب دوره كمظهر للحياة ويعبر عنها ويجسد ملامحها.
- ظهر طراز فن الروكوكو بعد أن وصل فن الباروك إلى أقصى درجة ممكنة من الزخرفة خارج العمائر فبدأ ينعكس عليها من الداخل وبذلك بدأ الأسلوب الجديد في التزيين قصد منه تجميل القصور.

## سمات طراز فن الروكوكو
- كان هدفه الأساسي المتعة والترفيه والاستحواذ على استحسان المجتمع الطبقي الجديد.
- لقد احتلت المرأة في هذا العصر مكانة عالية في المجتمع وحظيت باهتمام كبير من قبل الفنانين ابتداء من المعماري إلى الصانع الدقيق فكانوا يسعون إلى رضاها فيصهرون الحياة بأكملها ويصوغونها من جديد على هواها.
- واتسم طراز هذا الفن بأنه فن ذا طابع دنيوي سقط منه كل إدراك للمقدسات والتحليق فيما وراء الطبيعة. بما فيها الأساطير القديمة رغم أن آثاره ظهرت في التصوير والنحت ولكنها اتخذت شكلا دنيوياً مسرحياً.
- يرجع الفضل في نشأة هذا الطراز الفريد من نوعه في الرقة والأناقة والأسلوب المبتكر الذي ابتدعه المصور واتو في أعماله التي تعتبر بمثابة تحول كبير في أسلوب الفن إلى اتجاهه الجديد.
- فن الروكوكو لم يكن فن الملوك، كما كان فن الباروك، وانما كان فن الطبقة الأرستقراطية والطبقة الوسطى الكبيرة. لقد ظهر في عصر الروكوكو اتجاه حسي وجمالي. فقد كان مفرط بعبادته الحسية للجمال، وتميزت لغته الشكلية المتكلفة، والشديدة البراعة، ذات الرشاقة المنغمة. لقد كان اتجاهاً طبيعياً لمجتمع هوائي، وسلبي متعب، يلتمس في الفن لذة وراحة.

## صور من فن الروكوكو

نماذج للفن المعماري
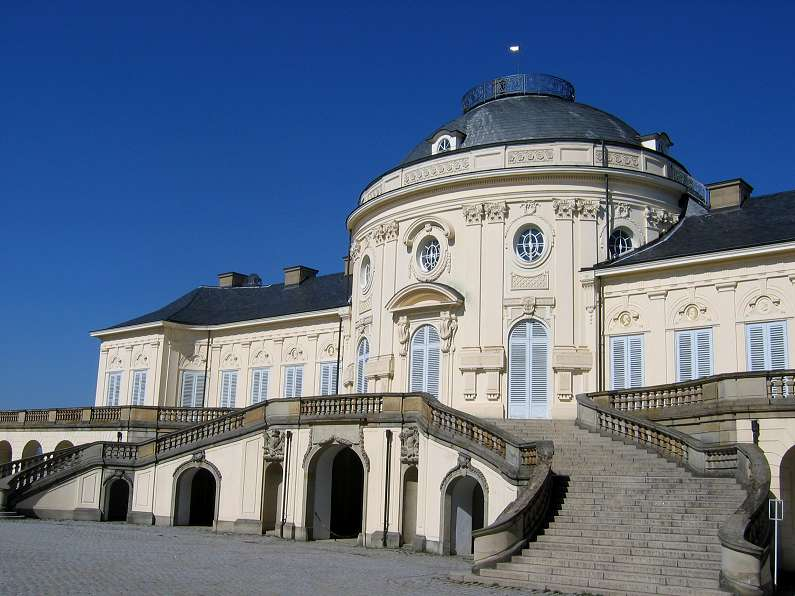
قصر سوليتيد شتوتغارت
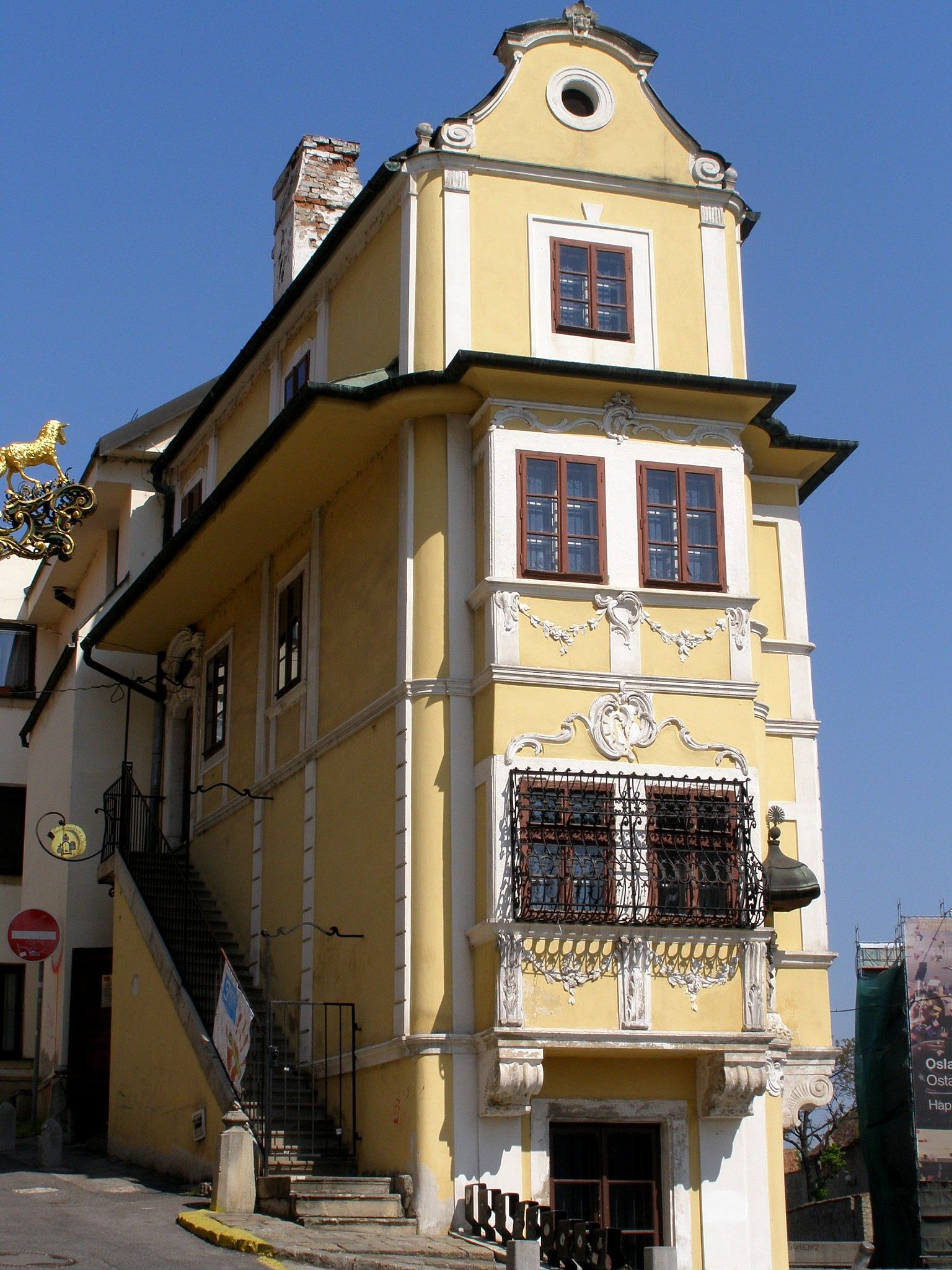
منزل في براتسلافا، سلوفاكيا من القرن 18
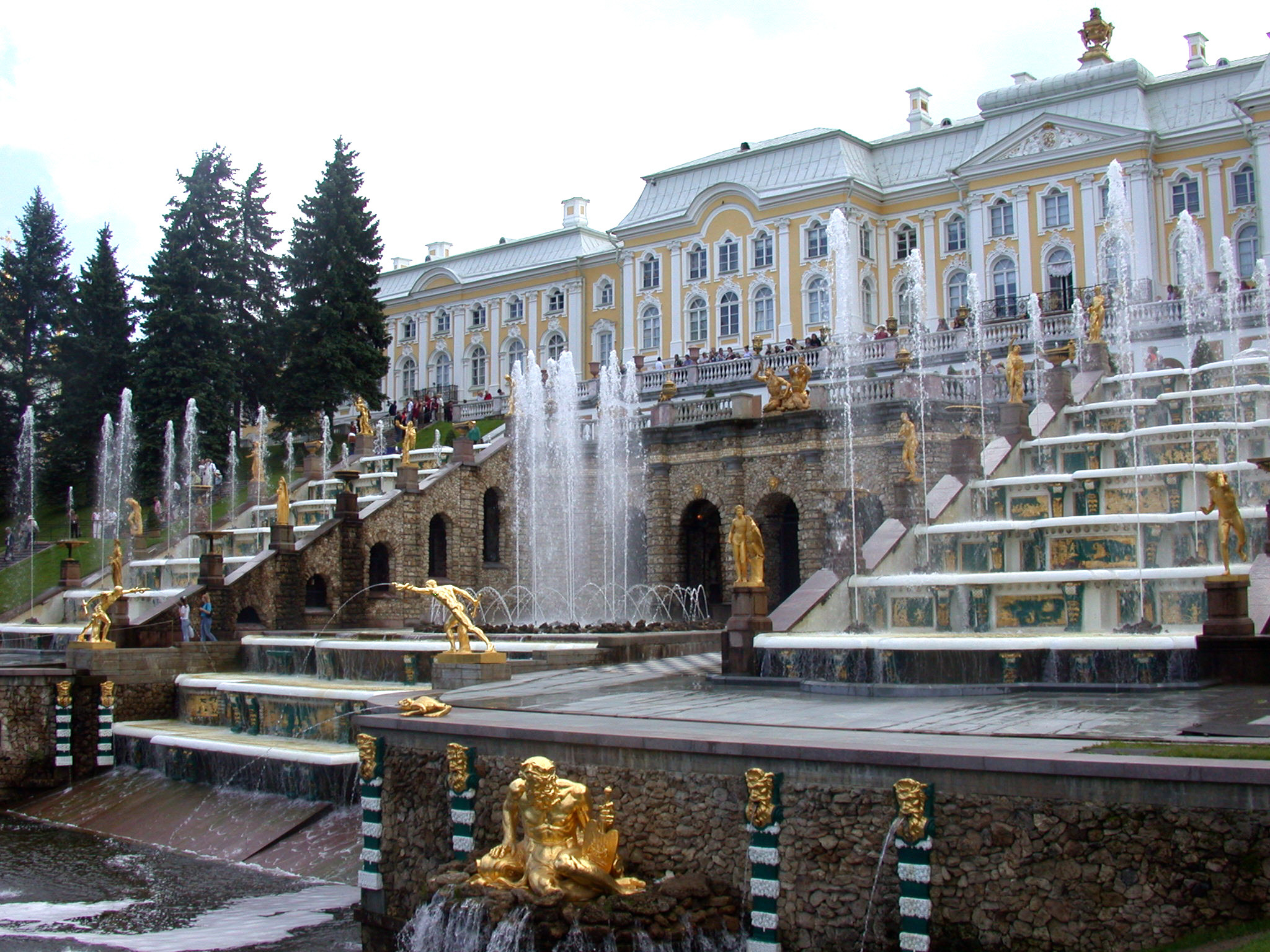
قصر بيترهوف سانت بطرس بورج على بحر البلطيق،  روسيا
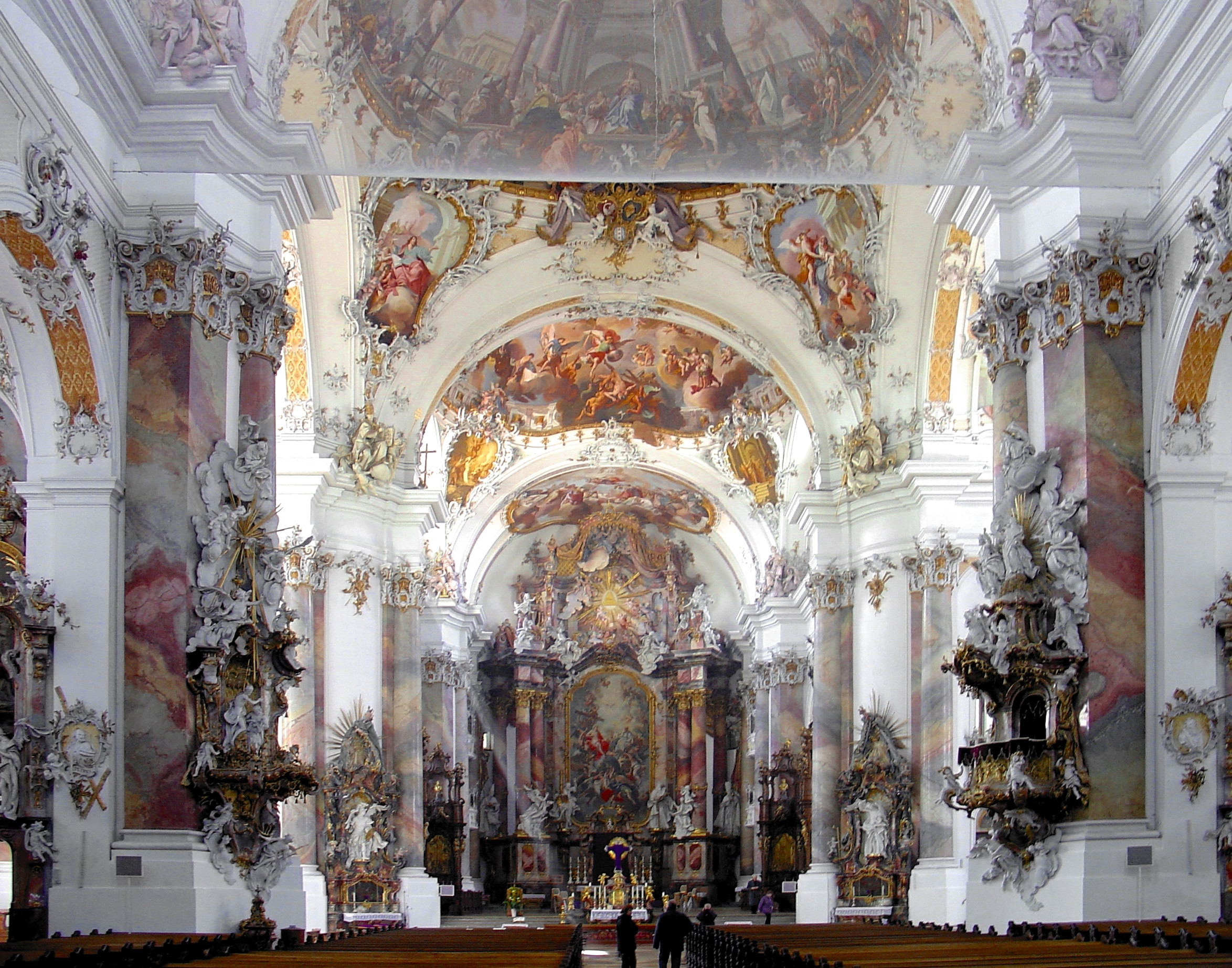
كنيسة من عام 1750